# Skafander kosmiczny Z-1
Z-1 jest  symbolem  prototypu pozapojazdowego skafandra kosmicznego NASA w planowanej do użycia serii Z, przez astronautów w podróżach w głębokiej przestrzeni kosmicznej. Skafander nowej generacji zawiera szereg osiągnięć technologicznych umożliwiających jego wykonanie w krótkim czasie, poprawia bezpieczeństwo i zwiększa zdolność astronautów podczas spacerów kosmicznych i działań na powierzchniach ciał niebieskich.